# 日吉矢上古墳
日吉矢上古墳（ひよしやがみこふん）、または矢上古墳（やがみこふん）は、かつて神奈川県横浜市港北区日吉二丁目に存在した古墳（円墳）。日吉台古墳群の1つ。1936年（昭和11年）の発掘調査後に消滅したが、出土遺物は1940年（昭和16年）5月3日に国の重要文化財に指定された。

## 概要
同古墳は、鶴見川とその支流矢上川に挟まれて東西に伸びる下末吉台地の東端部にあたる「日吉台」北側の、「矢上谷戸」と呼ばれる大きな谷戸によって隔てられた細長い台地の末端部に所在していた円墳である。この台地は、現在は同古墳所在地の東側を南北に走る東急東横線により寸断されているが、かつては慶應義塾大学矢上キャンパスのある「矢上台」台地と地続きであった。
日吉台・矢上台には、日吉矢上古墳以外にも日吉台1号墳-5号墳（一部現存）や観音松古墳・浅間塚古墳（消滅）などの多数の古墳が分布しており、「日吉台古墳群」と呼ばれる。また、矢上川を挟んで矢上台の対岸にある川崎市の「加瀬台（加瀬山」には、白山古墳・第六天古墳（消滅）や加瀬台1号墳-9号墳（一部現存）で構成される「加瀬台古墳群」が分布しているが、これらと日吉台古墳群は一体と見なされて「日吉・加瀬古墳群」と総称されることもある。
1936年（昭和11年）10月8日、丘陵上の東急電鉄所有地内で鹿島組が土取り工事を行っていたが、当時慶應義塾大学講師であった柴田常恵と保坂三郎らが偶然、工事現場に古墳の墳丘らしき盛土（塚）を発見し、付近に円筒埴輪片の散布を確認した。土取りの掘削が墳丘におよび始めていたため、大学側が工事関係者に掛け合って急遽発掘調査が行われることになった。
10月14日に測量が行われ、直径23.5メートル、残存高3メートル程の円墳と判明した。本発掘は10月15・16日に行われた。その結果、埋葬施設は2.37メートル×0.66メートルの長方形に粘土を張った床を持つもので、床面上からは同笵（どうはん:同じ鋳型で製作した鏡）の鼉龍鏡（だりゅうきょう）2面のほか、勾玉（硬玉製、琥珀製、ガラス製）、丸玉・小玉（共にガラス製）、管玉（碧玉製）、棗玉（琥珀製）、剣、鉄鏃、竹製の櫛などが出土した。
2面の鼉龍鏡は、鏡面を上に向けて粘土床上に縁を接して平置きされ、鏡面には竹櫛と毛髪が付着していた。このため、この付近に被葬者の頭部があったと推定されている。また共に出土した歯の分析から、被葬者は20歳代の女性であったと推定された。
築造年代は5世紀前半代とされるが、4世紀後半とする資料もある。
出土品は重要文化財に指定され、現在は慶應義塾大学（三田キャンパス）が所蔵している。このほか、古墳周辺から出土したとされる朝顔形埴輪が伝わっている。